# 17625 Joseflada
17625 Joseflada (1996 AY1) is een planetoïde in de planetoïdengordel, ontdekt op 14 januari 1996 door Petr Pravec en Lenka Kotková aan het Ondřejov-observatorium (gelegen in de Tsjechische gemeente Ondřejov). De planetoïde, die in ongeveer 5,74 jaar een baan om de Zon maakt, werd vernoemd naar de Tsjechische kunstschilder, illustrator en schrijver Josef Lada.